# 藤もも
藤 もも（ふじ もも）は、日本の漫画家。

## 来歴
2011年、「彼女たちのシンパシー」がデザート新人漫画大賞優秀賞を受賞し、『THEデザート』（講談社）同年9月号に掲載され、デビュー。主に『デザート』（同）で活動。
2015年、『デザート』9月号より初の連載となる『恋わずらいのエリー』の連載を開始。2018年、同作が第42回講談社漫画賞少女部門にノミネートされる。
2021年、同誌9月号より『ひかえめに言っても、これは愛』の連載を開始。
2024年3月15日に『恋わずらいのエリー』の実写映画が公開された。

## 作品リスト

### 漫画作品
- 凡例
  - 太字は連載作品
  - 〈掲載誌〉D：デザート / THE ：THEデザート（全て講談社）
  - 〈収録〉発：発恋にキス / 発2：発恋にキス 第2巻 /初：藤もも初期作品集 / 未：単行本未収録

|  | 連載作品 |  | 読切作品 |

|    | 作品名                       | 掲載誌 | 発表年・掲載号            | 収録 | 注記         |
| -- | ---------------------------- | ------ | ------------------------- | ---- | ------------ |
| 1  | 恋わずらいのエリー           | D      | 2015年9月号 - 2020年7月号 | —    | 初連載作品。 |
| 2  | ひかえめに言っても、これは愛 | D      | 2021年9月号 - 連載中      | 未   |              |
| 3  | 彼女たちのシンパシー         | THE    | 2011年9月号               | 初   | デビュー作。 |
| 4  | 恋待ちひまわり               | D      | 2013年8月号               | 初   |              |
| 5  | 知らない恋のはじめかた       | THE    | 2013年9月号               | 初   |              |
| 6  | 朝尾くんの手作り             | THE    | 2013年11月号              | 初   |              |
| 7  | 発情ドロップ                 | THE    | 2014年1月号               | 発   |              |
| 8  | 発汗コロン                   | THE    | 2014年3月号               | 発   |              |
| 9  | 発熱ホイップクリーム         | D      | 2014年5月号               | 発   |              |
| 10 | 発光ヘアー                   | D      | 2014年7月号               | 発   |              |
| 11 | 完熟サマーエンド             | THE    | 2014年9月号               | 発2  |              |
| 12 | 真知子は溺れかけ             | THE    | 2014年11月号              | 発2  |              |
| 13 | 宇野くんの恋は空             | THE    | 2015年1月号               | 発2  |              |
| 14 | 染めたい2月の頬              | THE    | 2015年3月号               | 発2  |              |

### その他
- 映画公開直前とな怪SPECIALトリビュート（『デザート』2018年6月号別冊付録[9]）

### 書籍
全て講談社〈講談社コミックスデザート〉より刊行。
- 『発恋にキス』2014年 - 2015年、全2巻
  1. 2014年6月13日発売[10]、ISBN 978-4-06-365775-3
  2. 2015年3月13日発売[11]、ISBN 978-4-06-365810-1
- 『恋わずらいのエリー』2015年 - 2020年、全13巻
  1. 2015年11月13日発売[12]、ISBN 978-4-06-365844-6
    - 第1巻と同じ内容だが、電子書籍限定で表紙が異なるサマーバージョンがある[13]。

  2. 2016年4月13日発売[14]、ISBN 978-4-06-365861-3
  3. 2016年9月13日発売[15]、ISBN 978-4-06-365878-1
  4. 2017年2月13日発売[16]、ISBN 978-4-06-365893-4
  5. 2017年9月13日発売[17]、ISBN 978-4-06-365922-1
  6. 2018年3月13日発売[18]、ISBN 978-4-06-511116-1
  7. 2018年8月9日発売[19]、ISBN 978-4-06-512516-8
  8. 2019年1月11日発売[20]、ISBN 978-4-06-514206-6
  9. 2019年6月13日発売[21]、ISBN 978-4-06-516037-4
  10. 2019年11月13日発売[22]、ISBN 978-4-06-517610-8
  11. 2020年5月13日発売[23][24]、ISBN 978-4-06-519415-7
  12. 2020年10月13日発売[25]、ISBN 978-4-06-520975-2
  13. 2024年4月12日配信[26]、電子書籍限定
- 『藤もも初期作品集』2017年9月13日発売[27][1]、ISBN 978-4-06-365923-8
- 『ひかえめに言っても、これは愛』2021年 - 、既刊7巻（2025年6月13日現在）
  1. 2021年12月13日発売[28][29]、ISBN 978-4-06-526210-8
  2. 2022年6月13日発売[30]、ISBN 978-4-06-528146-8
  3. 2023年3月13日発売[31]、ISBN 978-4-06-531099-1
  4. 2023年10月13日発売[32]、ISBN 978-4-06-533354-9
  5. 2024年4月12日発売[33]、ISBN 978-4-06-535285-4
  6. 2024年12月13日発売[34]、ISBN 978-4-06-537802-1
  7. 2025年6月13日発売[35]、ISBN 978-4-06-539786-2
    - （小冊子付き特装版）同日発売[36]、ISBN 978-4-06-540192-7

### アンソロジー
- イケない遊び[37]（2013年） - 電子書籍限定。
  - 「知らない恋のはじめかた」収録。
- イケない誘惑[38]（2014年） - 電子書籍限定。
  - 「発汗コロン」収録。
- もっと、××ください。2 〜もっと、ムラムラください。〜[39]（2015年） - 電子書籍限定配信。
  - 「恋待ちひまわり」収録。表紙も担当。

### イラスト
- 君の声は魔法のように（ポプラ社〈ポケット・ショコラ〉刊、著：花本かなみ、2020年11月11日発売、ISBN 978-4-591-16813-4